# Giulio Mancinelli
Giulio Mancinelli (în latină Julius Mancinellus) (n. 13 octombrie 1537, Macerata, Marchia Anconitana, Statele Papale – d. 1618) a fost un misionar iezuit din secolele al XVI-lea și al XVII-lea. În 1583 a fondat misiunea iezuită din orașul otoman Istanbul.

## Primii ani
Mancinelli s-a născut într-o familie de origine nobilă. S-a alăturat iezuiților în 1558 și în 1566 era novice în prima casă a noviciatului din Roma.

## Activitatea misionară
Mancinelli a fost misionar catolic în Bosnia și Dalmația,
apoi a fost numit șef al misiunii iezuite din Istanbul înființată de papă în anul 1583. Iezuiții oficiau serviciile religioase în Biserica Sfântul Benedict și au deschis școli cu sprijinul ambasadorilor Franței și Veneției.
În perioada 1585-1587, Mancinelli a călătorit de la Constantinopol prin Țara Românească și Moldova, a vizitat Liovul (aflat atunci în Uniunea statală polono-lituaniană, azi în Ucraina) și apoi Cracovia. Ajungând până în Rusia, el s-a întors în Italia prin Viena, unde a rămas câteva luni.
În 1592, Mancinelli a fost trimis la Alger, ca urmare a cererii făcute iezuiților de către guvernul Regatului de Neapole, cu scopul de a-i răscumpăra pe sclavii creștini: el a scris o relatare a acestei călătorii în Morea (Roma, Archivum Romanum Societatis Iesu, Vitae, 46, cf. 68-83) și în „Observații referitoare la răscumpărarea sclavilor creștini din robia necredincioșilor” (ibid., Vitae, 51, cc. 43r-45r). El a experimentat un extaz supranatural în timpul călătoriei - i-au apărut sfinți și îngeri care l-au încurajat și au confirmat rezultatul pozitiv al misiunii lui în Moldova - și a înregistrat observațiile sale.
În 1608, când se afla în misiune în Anglia, a avut din nou viziuni cu îngeri, potrivit propriilor mărturii. La bătrânețe era consultat cu regularitate de către tinerii care călătoreau în Anglia cu speranța de a readuce Biserica Angliei sub jurisdicția Romei.

## Legături externe
- MANCINELLI, Giulio, autor Anna Rita Capoccia